# Kugoyéiskaya
Kugoyéiskaya (del ruso: Кугое́йская) es una stanitsa del raión de Krylovskaya del krai de Krasnodar de Rusia. Está situada en una zona de estepa en la orilla izquierda río Kugo-Yeya, afluente del río Yeya, frente a Nizhnekugoyeiski, 24 km al norte de Krylovskaya y 186 km al nordeste de Krasnodar, la capital del krai. Tenía 1 635 habitantes en 2010
Es cabeza del municipio Kugoyéiskoye, al que también pertenecen Irínovka, Kalinin, Krasnogórovka, Podkugoyeiski, Rokel, Sirótino y Timashovka.

## Historia
La localidad fue fundada en 1887.

## Transporte
La estación de ferrocarril más cercana es Kushchóvskaya, 35 km al oeste.